# اسپریت آو گلاسیر بی
اسپریت آو گلاسیر بی (به انگلیسی: Spirit of Glacier Bay) یک کشتی است که طول آن ۵۲٫۵۷۸ متر (۱۷۲٫۵۰ فوت) می‌باشد. این کشتی در سال ۱۹۸۴ ساخته شد.